# Johann Jakob Vogel (Stuckateur)
Johann Jakob Vogel (auch Johann Jacob Vogel; * vor 26. April 1661 in Wessobrunn; † 6. Mai 1727 in Bamberg) war ein deutscher Stuckateur. Seine Arbeiten finden sich heute insbesondere auf dem Gebiet der ehemaligen Hochstifte Bamberg und Würzburg.

## Leben

### Jugend und Ausbildung (bis 1687)
Johann Jakob Vogel wurde vor dem 26. April 1661 geboren. Sein Geburtsort ist unsicher, wohl handelte es sich um die oberbayerische Stuckateurshochburg Wessobrunn. Seine Eltern waren Joachim Vogl und Maria, geborene Weckerlin. 1673, mit zwölf Jahren, begann der junge Johann Jakob eine Lehre bei einem Stuckateurmeister. Die Quellen erwähnen nicht den Namen des Meisters und lassen auch den Ausbildungsort im Unklaren.
Am 12. Mai 1686 war Vogel erstmals in Bamberg. Hier erhielt er eine Anstellung als Lakai und wurde so Teil des Hofstaats des Fürstbischofs Marquard Sebastian Schenk von Stauffenberg. Der Titel Vogels lautete damals „Stukkator Meystern“, de facto wurde er erster offizieller Hofstuckateur der Bamberger Fürstbischöfe. Zuvor hatten nur auswärtige Künstler dieses Amt innegehabt. Ungeklärt ist allerdings wie Vogel in diese prestigeträchtige Stellung gelangte.
Mit der Hochzeit am 15. Mai 1687, bei der Johann Jakob Vogel die Bambergerin Anna Maria Will, Tochter des Kanzleischreibers Johannes Will, im Bamberger Dom ehelichte, war der Künstler endgültig Bürger der fränkischen Residenzstadt geworden. Mit Anna Maria sollte Vogel mindestens sechs Kinder haben, wobei immer wieder Gerüchte über illegitime Nachkommen auftauchten. Sein ältester Sohn wurde Priester, während die jüngeren allesamt den Stuckateursberuf erlernten. Franz Jakob Vogel übernahm nach dem Tod des Vaters die Werkstatt.

### Hofstuckateur in Bamberg (bis 1702)
In Bamberg übernahm Vogel zunächst nur kleinere Stuckarbeiten. So arbeitete er 1687/1688 am Gartenhaus des Schloss Geyerswörth, welches heute nicht mehr vorhanden ist. Mit dem Bau der Bamberger Stephanskirche durch Antonio Petrini erhielt er 1688 seinen ersten Großauftrag. Der eigentlich vorgesehene Stuckateur Bernardo Quadro aus Lugano vernachlässigte seine Arbeit und Vogel sprang für ihn ein.
Neben den künstlerischen Werken war Vogel auch für vorbereitende Arbeitsschritte wie das Präparieren der Decken zuständig. Zusammen mit Leonhard Dientzenhofer gestaltete er 1689 bis 1694 die Stuckzier im Steigerwaldkloster Ebrach. Um 1690 begannen die Arbeiten an Schloss Seehof, dem Sommerschloss der Bamberger Bischöfe. Im gleichen Jahr arbeitete Johann Jakob Vogel auch an der Stuckierung des Kastenhofes in Baunach.
Mit dem Amtsantritt des Lothar Franz von Schönborn, der ebenfalls den Künstler förderte, erweiterte sich das Arbeitsumfeld Vogels noch weiter. Da der Prälat auch dem Fürstbistum in Würzburg und dem Erzbistum Mainz vorstand, war Vogel gezwungen auch in die entsprechenden Herrschaftsgebiete zu reisen. Im Jahr 1694 weilte er in Gaibach und stuckierte hier das umgebaute Schloss und die neuerrichtete Kreuzkapelle im Schlosspark.
Der Plan die Bamberger Bischofsresidenz auszubauen, nahm 1694 Gestalt an. Vogel war hier fast zehn Jahre seines Lebens mit der Anbringung der Stuckzier beschäftigt. Gleichzeitig nahm er auch Arbeiten für andere Herren an. 1702 verpflichtete ihn der Abt von Kloster Banz, Kilian Düring, die Klostergebäude zu stuckieren. Zu diesem Zeitpunkt musste Vogel bereits über eine große Werkstatt verfügt haben, da sonst die vielen Arbeiten nicht auszuführen waren. Für 1702 sind vier Mitarbeiter nachgewiesen.

### Späte Jahre (bis 1727)
Am 13. August 1705 verstarb seine Frau Anna Maria und Vogel heiratete noch im selben Jahr erneut. Diesmal ehelichte er die Witwe Maria Caecilia Henneberger, geborene Speiser, die ihm drei Kinder gebar. Der Stuckateur lebte zu diesem Zeitpunkt wohl im Bereich der Bamberger Innenstadt. Er besaß ein Haus am Schillerplatz, seine erste Frau hatte außerdem ein Anwesen am Kranen mit in die Ehe gebracht.
Der mit Beginn des 18. Jahrhunderts aufkommende Wiener Bandelwerkstil sorgte allerdings für ein jähes Ende des riesigen Erfolges. Daniel Schenk, der den neuen Stil besser beherrschte, stieg in der Gunst des Fürstbischofs auf. Dennoch war Vogel weiterhin vielbeschäftigt. Er entwickelte einen individuellen Sonderstil, der allerdings vom Bandelwerk beeinflusst wurde. Vogel stuckierte nun vor allem kleinere Landkirchen wie St. Martin in Forchheim oder das Gotteshaus in Dormitz.
Ab 1718 wurde Georg Hennicke Haus- und Hofstuckateur der Familie Schönborn und verdrängte die Werkstatt Vogel weiter. Mittlerweile übernahm der Sohn Franz Jakob mehr und mehr Arbeiten und konnte mit seinen Mitarbeitern die Vorrangstellung der Vogels im Bistum Bamberg bis etwa 1750 halten. Johann Jakob Vogel starb am 6. Mai 1727 in seinem Haus in Bamberg. Der preußische Hofbildhauer Gottlieb Heymüller war sein Schwiegersohn.

## Werke (Auswahl)
Da die meisten Werke des Johann Jakob Vogel nicht signiert wurden, können die Arbeiten lediglich der Werkstatt Vogel zugerechnet werden. Das bedeutet, dass auch die Arbeiten des Sohnes Franz Jakob Vogel, sowie Angehörigen der Werkstatt hier aufgelistet sein können. Grundlage für die Liste bildet die archivalische Überlieferung.
| Ort                  | Jahr           | Werk | Anmerkungen                                                  |
| -------------------- | -------------- | --- | ------------------------------------------------------------ |
| Bamberg              | 1695–1710/1711 | Neue Residenz: Hauptarbeitsfeld des Johann Jakob Vogel bis 1705, u. a. Stuckierung der Privatkapelle, der Gastkammer etc. | Neubau durch Leonhard Dientzenhofer                          |
| Bamberg              | 1687/1688      | Residenzschloss Geyerswörth, Gartenhaus: Stuckierung des Sommerhauszimmers (nicht mehr vorhanden)                         | Gartenhaus ursprünglich von 1596/1597                        |
| Bamberg              | 1688/1689      | St. Stephan: Langhausstuck, Kuppelrelief, Pendentifengel                                                                  | Neubau 1677 durch Antonio Petrini, 1717 Weihe                |
| Banz (Oberfranken)   | 1702–1709      | Kloster Banz: Stuckierung der Abteigebäude, vier Arbeitsphasen                                                            | Neubaupläne von Leonhard Dientzenhofer                       |
| Baunach              | 1690/1691      | fürstbischöflicher Kastenhof: vier Räume stuckiert, kleine Repräsentationsräume auf der Gartenseite des Obergeschosses    | 1689 bis 1691 errichtet                                      |
| Ebrach               | 1691/1702      | Kloster Ebrach: Quadraturarbeiten zwischen 1689 und 1694                                                                  | ab 1688 Neubau Klostergebäude durch Leonhard Dientzenhofer   |
| Forchheim            | 1686           | Pfalz: Stuckdecke im oberen Zimmer des Hauptbaus (nicht mehr vorhanden)                                                   | Bau aus 14. Jahrhundert, Erweiterungen des 16. Jahrhunderts  |
| Forchheim            | um 1689        | Nürnberger Straße 3, Haus der Familie Eyb: vier Räume stuckiert                                                           | um 1685 Neubau                                               |
| Gaibach              | 1694–1711      | Schloss Gaibach: vollständige Stuckierung in insgesamt fünf Phasen (teilweise erhalten)                                   | ab 1692 Umbauarbeiten im Schloss, 1699–1700 Gartenhaus       |
| Mainz                | um 1706        | Kurfürstliches Schloss: Stuckierung des Spiegelzimmers (nicht mehr vorhanden)                                             | Ausbau des Baus von 1627                                     |
| Marloffstein         | 1691/1692      | fürstbischöfliches Amtsschloss: nur Quadraturarbeiten (nicht mehr vorhanden)                                              | 1691/1692 barocker Umbau                                     |
| Memmelsdorf          | 1707           | Pfarrkirche Mariä Himmelfahrt: Langhausstuck von Juli bis September 1707                                                  | Langhausneubau und -verlängerung durch Balthasar Caminata    |
| Seehof (Memmelsdorf) | 1693 bis 1711  | Schloss Seehof: vier Räume im 1. Obergeschoss stuckiert, u. a. Akanthusblütenrosetten                                     | Neubau ab 1686 durch Antonio Petrini, Georg Dientzenhofer    |
| Wiesentheid          | 1708/1709      | Schloss Wiesentheid: mehrere Zimmer                                                                                       | unklar welche Zimmer, mit Georg Hennicke und Antonio Bossi   |
| Zeil am Main         | vor 1710       | fürstbischöflicher Kastenhof                                                                                              | unklar was genau gearbeitet wurde, Neubau A. 18. Jahrhundert |